# Wigan Athletic FC
A Wigan Athletic Football Club egy angol futballcsapat Wiganben, Lancashire-ben. Jelenleg az angol harmadosztályban, a Football League One-ben szerepelnek. 2005 és 2013 között a Premiership tagja volt, és 1932-es alapításával a mai napig a legfiatalabb klub a Premier League történetében. Stadionjuk a DW Stadion, melyet a Wigan Warriors nevű rögbicsapattal együtt használnak.

## Története

### Élet a regionális bajnokságokban
A Wigan Athletic 1932-ben alakult, amikor a város addigi csapata, a Wigan Borough tönkrement. Korábban a Wigan County, a Wigan United, a Wigan Town és a Wigan Rovers is csődöt jelentett, majd bezárta kapuit. Megalakulása után az Athletic megvásárolta a Borough stadionját, a Springfield Parkot majd belépett a Cheshire County League-be.
Már az első éveikben felállítottak egy új rekordot az FA-kupában. Az 1934/35-ös sorozatban az első körben 6-1-re verték a Carlisle Unitedet, ami máig rekord különbség egy ligán kívüli és egy ligacsapat között. Ezt az eredményt eddig két csapatnak, a Boston Unitednek (1955) és a Hereford Unitednek (1957) sikerült megismételnie.
1945-ben a Latics belépett a Lancashire Combinationbe, 1950-ben pedig közel kerültek hozzá, hogy felvételt nyerjenek a Labdarúgó Ligába, de a szavazáson végül a Scunthorpe United győzött. Az FA-kupa 1953/54-es kiírásában 27 526 néző volt kíváncsi a Hereford United elleni meccsükre, ami máig klubrekord és a ligán kívüli csapatok között is rekordnak számít. 1961-ben a csapat visszalépett a Cheshire Football League-be.

### Belépés a ligába
1968-ban a Wigan alapító tagja lett a Northern Premier League-nek. 34 sikertelen próbálkozás után aztán 1972-ben beléptek a Skót Labdarúgó Liga másodosztályába. 1978-ban pedig az Angol Labdarúgó Ligába is bejutottak, a negyedosztályban utolsó helyen végző Southportot váltva. Bár a Boston United nyerte meg az ötödosztály küzdelmeit, stadionjuk nem felelt meg a liga követelményeinek, így a második helyen végző Athletic juthatott fel. A negyedosztályban első szezonjukban hatodikok lettek, majd két évvel később feljutotta a Division Three-be, ahol tíz évet töltöttek. 1985-ben megnyerték első trófeájukat, a Football League Trophyt, mely a kis ligacsapatok számára kiírt kupasorozat.
1993-ban a gárda kiesett a harmadosztályból, majd elérte története legrosszabb eredményét a ligában, amikor a negyedosztályban csak 19. lett. Az 1994/95-ös idényben aztán stabil középcsapattá váltak.

### Száguldás fölfelé
1995-ben egy helyi milliomos, Dave Whelan felvásárolta a klubot, mely akkoriban a negyedosztályban játszott. Az új tulajdonos célja az volt, hogy feljuttassa a gárdát a Premiershipbe. Akkor sokan kinevették, de 10 év múlva álma valóra vált.
Az első előrelépés 1997-ben következett be, amikor John Deehan menedzser irányítása alatt bajnokként jutottak fel a harmadosztályba. Deehan utódja, Ray Mathies 1999-ben rájátszásig vezette csapatát, de az elődöntőben 2-1-re kikaptak a Manchester Citytől 2-1-es összesítéssel. A másodosztályba való felkerülés tehát még váratott magára. John Benson lett az új vezetőedző, aki alatt szinte végig a harmadosztály első két helyén álltak, a rivális Preston North Endet 4-1-re verték idegenben. A szezon második felére azonban leromlott a formájuk és automatikus feljutás helyett osztályozó várt rájuk, ahol ismét elvéreztek. A teljesítmény romlása főként annak köszönhető, hogy a gárda leggólerősebb támadója, Stuart Barlow távozott, helyére pedig jóval gyengébb játékosok érkeztek.
Ezután Benson sportigazgató lett, a kispadra pedig Bruce Ricoh ült le. Ricoh-nak sok fontos játékos sérülése nehezítette meg a dolgát, így nem csoda, ha nem a tervek szerint alakultak a dolgok. Így a mester 2001 februárjában távozott. Helyét ideiglenesen Colin Greenall vette át, majd Steve Bruce érkezett a Latcshez. Az új menedzser érkezésével ismét javult a teljesítményük, de a rájátszásban ismét vereséget szenvedtek, ezúttal a Readingtől. Ezután Bruce a Crystal Palace-hoz szerződött.
2001-ben a Wigan egyik korábbi játékosa, Paul Jewell lett a menedzser, aki egy hullámzó első szezon után megnyerte a harmadosztályt a 2002/03-as évadban. Első másodosztályú szezonjukban hetedikek lettek, kis híján bejutottak a rájátszásba, de az utolsó mérkőzésükön az utolsó pillanatban kaptak egy gólt a West Hamtől, így a Crystal Palace végzett a hatodik helyen.
A következő szezonban másodikként végeztek a Championshipben a Sunderland mögött, így feljutottak a Premier League-be. A legtöbb szurkoló 2005. május 8-át tartja a Latics legemlékezetesebb napjának, hiszen ekkor dőlt el végleg a feljutás.

### A Wigan a Premier League-ben

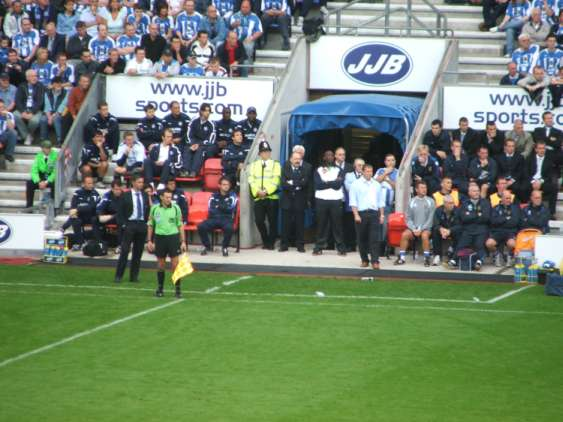
A Wigan első Premiership meccse, a Chelsea ellen.

Az eddigi legnagyobb kihívásra készülődő Wigan a nyári átigazolási időszakban leszerződtette Henri Camarát, Damien Francist, Ryan Taylort, Josip Skokót, Michael Pollittot, Stephane Henchoz-t, David Connollyt és Arjan De Zeeuw-öt. Ekkor érkezett az addig mindenki számára ismeretlen Pascal Chimbonda is a Bastiától 500 000 fontért. Szerencsétlen módon azonban az eddig rendkívül fontos gólokat szerző Nathan Ellington távozott a West Bromwich Albion kedvéért.
A Latics már az első meccsén történelmet írhatott volna, hiszen a bajnoki címvédővel, az akkor szinte verhetetlennek tartott Chelsea-vel játszottak. Veszélyesebb helyzeteket alakítottak ki, mint ellenfelük, de végül Hernan Crespo 92. percben lőtt gólja a Kékek javára döntött. A meccs után a londoniak menedzsere, José Mourinho azt mondta, csapata nem érdemelt győzelmet.
2005 novemberére a gárda mindenki megdöbbenésére a második helyen állt, akkora már elmondhatták magukról, hogy megverték az Evertont, a Bolton Wandererst, a Newcastle Unitedet, az Aston Villát, a Fulhamet és a Portsmouth-t.
Az Athletic remek formája továbbra is kitartott és 2006 januárjában az Arsenalt legyőzve bejutottak a Ligakupa döntőjébe. Ez volt az első komolyabb kupadöntőjük, de itt már nem termett babér a számukra, 4-0-s vereséget szenvedtek a kirobbanó formában lévő Wayne Rooney által vezérelt Manchester Unitedtől.
Januárban a klubhoz érkezett Paul Scharner, aki hamar közönség kedvenc lett remek teljesítményei és fontos góljai miatt. Az addig ismeretlen Chimbonda pedig helyet kapott a franciák keretében a 2006-os vb-n. A szezon végén 10. lett a csapat, Chimbonda pedig a Tottenham Hotspurhöz igazolt 5,5 millió fontért.
Nyáron több tapasztalt játékost is eladtak, így nem volt meglepő, hogy gyengén kezdték a 2006/07-es szezont. Később aztán javult a teljesítményük és sorozatban négy győzelmet arattak a Manchester City, a Bolton Wanderers, a Fulham és a Charlton Athletic ellen. 2006. december 13-án 1-0-s vereséget szenvedtek az Arsenaltól, ezzel egy újabb rossz sorozat vette kezdetét és utána sorozatban hét meccset veszítettek el.
2007. május 13-án került sor a bent maradást eldöntő csatára a Wigan és a Sheffield United között. A 10 emberrel játszó Latics végül 2-1 arányban győzedelmeskedett egy drámai meccsen, így bent maradt. Egy nappal később Paul Jewell lemondott, helyére Chris Hutchings érkezett.
Hutchings tapasztalt, jól ismert játékosokat igazolt (Titus Bramble, Antoine Sibierski, Mario Melchiot, Carlo Nash stb.), de 2007. november 5-én kirúgták, mert a gárda a kiesőzónába került. Frank Barlow vette át ideiglenesen az irányítást, de rögtön első meccsén a csapat 4-0-s vereséget szenvedett a Tottenham Hotspurtől.
November 19-én Steve Bruce visszatért a kispadra és vezetésével végül a 14. helyet szerezte meg az Athletic.
2009-ben a klub korábbi játékosát, Roberto Mártinezt nevezte ki menedzseri posztra. egymás után három évad során benntartotta a kiesőjelölt csapatot, mindig emlékezetes hajrákat produkálva. 2012-ben, az utolsó fordulók egyikében a bajnokesélyes Manchester Unitedet hazai pályán megverték, érdekesség, hogy pontegyenlőséggel bukta el a United a bajnokságot a városi rivális City ellen.
2013 májusában a Manchester City ellen győzött 1-0-ra az FA Kupa döntőjében, a rendes játékidő leteltét követően fejelt góllal. A Wigan első jelentős trófeáját nyerte.

### A mélyrepülés
Az öröm nem tartott sokáig; pár nappal ezután az Arsenal ellen 4-1-re kikaptak az Emiratesben. A Wigan nyolc élvonalbeli szezon után a második osztályban folytatja. Habár a csapat kiesett a Championshipbe, az FA-kupa megnyerésével megmérettethették magukat az Európa-ligában. Az orosz Rubin Kazany, a szlovén NK Maribor és a belga Waregem csapatai ellen azonban sok babér nem termett, így csoportjuk utolsó helyén végeztek. A másodosztályban töltött első szezonjukban megszerzett ötödik hely, rájátszásra jogosította az együttest, de a Queens Park Rangers jobbnak bizonyult. 2014-2015-ben, borzasztó évet produkálva, a 23-ik, kieső helyen végeztek, így a harmadosztály tagjaivá váltak. Egy szezon után sikerült visszakerülni a másodosztályba, a 2016-2017-es szezon végén azonban újra kiestek a harmadosztályba. A 2017-2018-as idény végén a csapat a harmadosztály bajnokaként visszakerült a másodosztályba.

### Stadion
A Wigan Athletic jelenlegi stadionja a DW Stabium, melyet az 1999/00-es szezon előtt vettek használatba. Építése 30 millió fontba került és közösen használják a Wigan Warriors nevű rögbicsapattal. Korábban a Springfield Park volt az otthonuk, melyet a város korábbi csapata, a Wigan Borough "hagyott rájuk".
A JJB-ben 2008. május 11-én regisztrálták a legtöbb nézőt, akkor 25 133-an voltak kíváncsiak a Manchester United elleni találkozóra.
A modern, minden szabálynak megfelelő létesítményt hivatalosan 1999. augusztus 4-én nyitották meg egy Manchester United elleni barátságos meccsel.

## Sikerlista
Liga
Championship
- Győztes (1): 2004-05

The Football League
- Győztes (2): 2002-03, 2015-16

The Football League
- Győztes (1): 1996-97

Kupa
 FA-kupa
- Győztes (1): 2012-13

 Ligakupa
- Második (1): 2005-06

Football League Trophy
- Győztes (2): 1984-85, 1998-99

FA Trophy
- Második (1): 1972-73

Egyéb cimek
Északi Premier League bajnokság
- Győztes (2): 1970-71, 1974-75

Northern Premier League Challenge Cup
- Győztes (1): 1971-72

Cheshire County League
- Győztes (3): 1933-34, 1934-35, 1935-36

## Klubrekordok
- A legnagyobb győzelem a bajnokságban: 7-1 a Scarborough ellen, 1997. március 11-én.
- A legsúlyosabb vereség a bajnokságban: 0-6 a Bristol Rovers ellen, 1990. március 3-án.
- A legnagyobb nézőszám: 25,023 a Liverpool ellen, 2006. február 11-én.
- A legtöbb bajnoki mérkőzés: 317, Kevin Langley 1981-től 1994-ig
- A legtöbb bajnoki gól: 70, Andy Liddell 1998-tól 2003-ig
- A legtöbb gól egy szezonban: 31, Graeme Jones, 1996/1997

## Jelentős játékosok
- Peter Atherton
- Jimmy Bullard
- Roy Carroll
- Pascal Chimbonda
- Peter Corr
- Arjan de Zeeuw
- Nathan Ellington
- David Fairclough
- John Filan
- Archie Gemmill
- Colin Greenall
- Matt Jackson
- Paul Jewell
- Andy Liddell
- David Lowe
- Roberto Martínez
- Stephen McMillan
- Lee McCulloch
- Colin Methven
- Joe Parkinson
- Jason Roberts
- Allen Tankard
- David Unsworth

## Jelentős edzők
- Roberto Martínez
- Steve Bruce
- Bobby Charlton
- Bryan Hamilton
- Paul Jewell
- Larry Lloyd
- Gordon Milne
- Bruce Rioch
- Gary Caldwell

## Szakmai stáb
| Tulajdonos            | IEC               |
| Elnök                 | Darren Royle      |
| Tiszteletbeli elnök   | Dave Whelan       |
| Vezetőedző            | Paul Cook         |
| Másodedző             | Leam Richardson   |
| Másodedző             | Anthony Barry     |
| Kapusedző             | Nick Colgan       |
| Csapatorvos           | Dr Jonathan Tobin |
| Orvosi stáb vezető    | Andrew Procter    |
| Sporttudományi vezető | Nick Meace        |

## Játékoskeret
2019. március 23-án lett frissítve:
| Mezszám       | Név                | Nemzet            | Posztok     | Szül. év (kor)                 | Megjegyzés:                         |         |         |         |         |
| Kapusok       | Kapusok            | Kapusok           | Kapusok     | Kapusok                        | Kapusok                             | Kapusok | Kapusok | Kapusok | Kapusok |
| ------------- | ------------------ | ----------------- | ----------- | ------------------------------ | ----------------------------------- | ------- | ------- | ------- | ------- |
| 1             | Christian Walton   | angol             | kapus       | 1995. november 9. (29 éves)    | kölcsönben a Brighton & Hove Albion |         |         |         |         |
| 23            | Jamie Jones        | angol             | kapus       | 1989. február 18. (36 éves)    |                                     |         |         |         |         |
| 37            | Dan Lavercombe     | angol             | kapus       | 1996. május 16. (28 éves)      |                                     |         |         |         |         |
| 40            | Owen Evans         | walesi            | kapus       | 1996. november 28. (28 éves)   |                                     |         |         |         |         |
| Védők         |                    |                   |             |                                |                                     |         |         |         |         |
| 2             | Nathan Byrne       | angol             | hátvéd      | 1992. június 5. (32 éves)      |                                     |         |         |         |         |
| 3             | Antonee Robinson   | amerikai          | hátvéd      | 1997. augusztus 8. (27 éves)   | kölcsönben a Evertontól             |         |         |         |         |
| 6             | Danny Fox          | skót              | hátvéd      | 1986. május 29. (38 éves)      |                                     |         |         |         |         |
| 12            | Reece James        | angol             | hátvéd      | 1999. december 8. (25 éves)    | kölcsönben a Chelseatől             |         |         |         |         |
| 21            | Cédric Kipré       | elefántcsontparti | hátvéd      | 1996. december 9. (28 éves)    |                                     |         |         |         |         |
| 22            | Chey Dunkley       | angol             | hátvéd      | 1992. február 13. (33 éves)    |                                     |         |         |         |         |
| 30            | Jonas Olsson       | svéd              | hátvéd      | 1983. március 10. (42 éves)    |                                     |         |         |         |         |
| Középpályások |                    |                   |             |                                |                                     |         |         |         |         |
| 4             | Darron Gibson      | ír                | középpályás | 1987. október 25. (37 éves)    |                                     |         |         |         |         |
| 5             | Sam Morsy          | egyiptomi         | középpályás | 1991. szeptember 10. (33 éves) | csapatkapitány                      |         |         |         |         |
| 7             | Jamie Walker       | skót              | középpályás | 1993. június 25. (31 éves)     |                                     |         |         |         |         |
| 10            | Josh Windass       | angol             | középpályás | 1994. január 9. (31 éves)      |                                     |         |         |         |         |
| 13            | Anthony Pilkington | ír                | középpályás | 1988. június 6. (36 éves)      |                                     |         |         |         |         |
| 14            | Beni Baningime     | kongói            | középpályás | 1998. szeptember 9. (26 éves)  | kölcsönben a Evertontől             |         |         |         |         |
| 16            | Shaun MacDonald    | walesi            | középpályás | 1988. június 17. (36 éves)     |                                     |         |         |         |         |
| 17            | Michael Jacobs     | angol             | középpályás | 1991. november 4. (33 éves)    |                                     |         |         |         |         |
| 18            | Gary Roberts       | angol             | középpályás | 1984. március 18. (41 éves)    |                                     |         |         |         |         |
| 20            | Kal Naismith       | skót              | középpályás | 1992. február 18. (33 éves)    |                                     |         |         |         |         |
| 25            | Nick Powell        | angol             | középpályás | 1994. március 23. (31 éves)    |                                     |         |         |         |         |
| 36            | Lee Evans          | walesi            | középpályás | 1994. július 24. (30 éves)     |                                     |         |         |         |         |
| Csatárok      |                    |                   |             |                                |                                     |         |         |         |         |
| 11            | Gavin Massey       | angol             | csatár      | 1992. október 4. (32 éves)     |                                     |         |         |         |         |
| 15            | Callum McManaman   | angol             | csatár      | 1991. április 25. (33 éves)    |                                     |         |         |         |         |
| 28            | Leon Clarke        | angol             | csatár      | 1985. február 10. (40 éves)    | kölcsönben a Sheffield Unitedtől    |         |         |         |         |
| 41            | Joe Garner         | angol             | csatár      | 1988. április 12. (36 éves)    |                                     |         |         |         |         |
| 44            | Devante Cole       | angol             | csatár      | 1995. május 10. (29 éves)      |                                     |         |         |         |         |

### Kölcsönben
| #             | Név             | Nemzet   | Posztok     | Szül. év (kor)                 | kölcsönben:                       | meddig:            |         |         |         |
| kapusok       | kapusok         | kapusok  | kapusok     | kapusok                        | kapusok                           | kapusok            | kapusok | kapusok | kapusok |
| ------------- | --------------- | -------- | ----------- | ------------------------------ | --------------------------------- | ------------------ | ------- | ------- | ------- |
| —             | Jordan Perrin   | angol    | kapus       | 1999. szeptember 17. (25 éves) | kölcsönben a Runcorn Linnets-nél  | 2019. június 30-ig |         |         |         |
| hátvédek      |                 |          |             |                                |                                   |                    |         |         |         |
| —             | Tylor Golden    | angol    | hátvéd      | 1999. november 8. (25 éves)    | kölcsönben a Droylsden-nél        | 2019. június 30-ig |         |         |         |
| Középpályások |                 |          |             |                                |                                   |                    |         |         |         |
| —             | Luke Burgess    | portugál | középpályás | 1999. március 3. (26 éves)     | kölcsönben a Barrow-nál           | 2019. június 30-ig |         |         |         |
| —             | Luke Burgess    | angol    | középpályás | 1999. március 3. (26 éves)     | kölcsönben a Barrow-nál           | 2019. június 30-ig |         |         |         |
| —             | Ollie Crankshaw | angol    | középpályás | 1998. augusztus 12. (26 éves)  | kölcsönben a Curzon Ashton-nál    | 2019. június 30-ig |         |         |         |
| Csatárok      |                 |          |             |                                |                                   |                    |         |         |         |
| 8             | James Vaughan   | angol    | csatár      | 1988. július 14. (36 éves)     | kölcsönben a Barrow-nál           | 2019. június 30-ig |         |         |         |
| —             | Callum Lang     | angol    | csatár      | 1998. szeptember 8. (26 éves)  | kölcsönben az Oldham Athletic-nél | 2019. június 30-ig |         |         |         |
| —             | Joe Piggott     | angol    | csatár      | 1998. június 23. (26 éves)     | kölcsönben az Altrincham-nál      | 2019. június 30-ig |         |         |         |